# Пакистан на Светском првенству у атлетици у дворани 2012.
Пакистан је учествовао на Светском првенству у атлетици у дворани 2012. одржаном у Истанбулу од 9. до 11. марта осми пут. Репрезентацију Пакистана представљала су два такмичара (1 мушкарац и 1 жена), који су се такмичили у две дисциплине.
Пакистан није освојио ниједну медаљу али су његови репрезентативци оборили личне рекорде.

## Учесници
| Мушкарци: - Imran Khan — 60 м | Жене: - Rabia Ashiq — 800 м |  |

## Резултати

### Мушкарци
| Атлетичар  | Дисциплина | Лични рекорд | Квалификације | Квалификације | Полуфинале           | Полуфинале           | Финале               | Финале  | Детаљи |
| Атлетичар  | Дисциплина | Лични рекорд | Резултат      | Место         | Резултат             | Место                | Резултат             | Место   | Детаљи |
| ---------- | ---------- | ------------ | ------------- | ------------- | -------------------- | -------------------- | -------------------- | ------- | ------ |
| Imran Khan | 60 м       |              | 7,21 ЛР       | 5. у гр. 8    | Није се квалификовао | Није се квалификовао | Није се квалификовао | 40 / 60 |        |

### Жене
| Атлетичарка | Дисциплина | Лични рекорд | Квалификације | Квалификације | Финале                | Финале       | Детаљи |
| Атлетичарка | Дисциплина | Лични рекорд | Резултат      | Место         | Резултат              | Место        | Детаљи |
| ----------- | ---------- | ------------ | ------------- | ------------- | --------------------- | ------------ | ------ |
| Rabia Ashiq | 800 м      |              | 2:27,03 ЛР    | 6. у гр. 2    | Није се квалификовала | 16 / 17 (19) |        |